# Мелиса Терјо
Мелиса Терјо (фр. Mélissa Theuriau; Еширол, 18. јул 1978) је француска новинарка и извјеститељ француске државне медијске куће М6.

## Биографија
Рођена је 18. јула 1978. године, у градском насељу Еширолу, општине Еширол у департману Изер. Постала је славна преко интернета, због реклама и сликовитих хипервеза са њеним ликом, које су, како то показују статистички подаци интернет бројача (бројача приступа или хит каунтера), донијеле везаним страницама велику посјећеност. Кад се установило да њен лик је заслужан за повећани проток кроз хиперлинкове, број реклама и огласа са њеном сликом се знатно умножио, а Мелиса Терјо је неочекивано постала прави интернет феномен .
Године 2006. британски десничарски лист Дејли Експрес прогласио ју је најљепшом новинарком свијета. Исте године, љубитељи часописа Максим (америчког издања) гласају је за најпривлачнију извјеститељку на телевизији. Француско издање листа ФХМ (FHM) проглашава је најљепшом женом свијета 2007.